# Penal Bay
Die Penal Bay (englisch; russisch Бухта Пенал Buchta Penal) ist eine Bucht an der Knox-Küste des ostantarktischen Wilkesland. Im Gebiet der Bunger-Oase liegt  sie westlich des Edisto-Kanals und wird nach Süden durch Currituck Island, nach Westen durch das Shackleton-Schelfeis und nach Norden durch Dieglman Island begrenzt.
Wissenschaftler einer sowjetischen Antarktisexpedition kartierten und benannten sie 1956. Das Antarctic Names Committee of Australia übertrug diese Benennung in einer transkribierten Teilübersetzung ins Englische.